# Борзов, Анатолий Алексеевич
Анато́лий Алексе́евич Борзо́в (7 ноября 1928 года, д. Ворово Коробовского района Московской области — 13 мая 2017 года, Москва) — советский и российский танцовщик, хореограф и педагог; солист Ансамбля народного танца СССР в 1946—1969 годах.  Заслуженный артист РСФСР (1965), профессор (1985). Автор учебников по народно-сценическому танцу.

## Биография
Анатолий Алексеевич Борзов родился 7 ноября 1928 года, в деревне Ворово Коробовского района Московской области.
В 1947 — окончил Школу-студию при Государственном ансамбле народного танца СССР под руководством Игоря Моисеева (первый набор). В том же году стал дипломантом I Международного фестиваля молодежи в Праге. В 1946—1969 годах был солистом Ансамбля народного танца. В 1949—1952 годах проходил службу в армии.
В 1948—1955 годах учился в Московском хореографическом училище, получил специальность артист балета. В 1953—1981 годах — педагог народно-сценического и русского танца, руководитель специальных народных курсов в Московском хореографическом училище.
В 1964 поступил на балетмейстерский факультет ГИТИСа им. Луначарского. В 1969 году получил диплом с отличием по специальности режиссёр-балетмейстер.
В 1966—1968 годах — руководитель Государственного ансамбля народного танца Египта.
В 1968—1970 годах — старший преподаватель Московского института культуры («Теория и методика преподавания народно-сценического танца»).
В 1969—1989 годах — старший преподаватель, доцент, профессор, декан педагогического отделения балетмейстерского факультета, заведующий кафедрой народного и сценического танца, проректор по учебной работе ГИТИСа им. Луначарского. В 1985 году получил профессорскую степень.
В 1989—1992 годах — главный балетмейстер Московского мюзик-холла, главный балетмейстер Ансамбля песни и пляски им. Локтева.
В 1992—2014 годах — основатель и руководитель Академии танца (хореографический факультет) Академии образования Натальи Нестеровой (декан хореографического факультета, заведующий кафедрой хореографии).
Был председателем Госкомиссии по хореографическим училищам и ВУЗам искусств Министерства культуры и Министерства образования России. Регулярно входил в государственную экзаменационную комиссию Московской академии хореографии. Был членом Департамента танца ЮНЕСКО, руководил фестивальным проектом «Русский танец от традиций до современности». С 2014 года — президент Международного центра русского танца.
Скончался 13 мая 2017 года.

### Личная жизнь
Сын, Алексей Борзов, артист балета и педагог. Солист Театра классического балета Н. Касаткиной и В. Василёва и «Балета Москва», заслуженный артист Российской Федерации.

## Публикации
Анатолий Алексеевич — автор фундаментальных научных работ:
- «Танцы народов СССР»,
- «Методические разработки по народно-сценическому танцу».
- трёхтомник «Грамматика русского танца»:
  - Борзов, Анатолий Алексеевич. // Грамматика русского танца [Текст] : теория и практика : [учебное пособие : в 4 т.] / Анатолий Борзов. - Москва : ГИТИС, 2014-. - 25 см. // Т. 1. - 2014. - 558, [1] c., [17] л. ил., портр. : ил., ноты.; ISBN 978-5-91328-166-1
  - Борзов, Анатолий Алексеевич. // Грамматика русского танца [Текст] : теория и практика : [учебное пособие : в 4 т.] / Анатолий Борзов. - Москва : ГИТИС, 2014-. - 25 см. // Т. 2. - 2015. - 614 с., [16] л. ил., цв. ил., портр. : ил., ноты.; ISBN 978-5-91328-191-3 : экз.
  - Борзов, Анатолий Алексеевич. // Грамматика русского танца [Текст] : теория и практика : [учебное пособие : в 4 т.] / Анатолий Борзов. - Москва : ГИТИС, 2014-. - 25 см. // Т. 3. - 574 с. : ил., табл., портр.; ISBN 978-5-91328-236-1

## Награды
- Орден Почёта (15 января 2010 года) — за заслуги в  развитии отечественной культуры и искусства, многолетнюю плодотворную деятельность[4];
- Орден «Знак Почёта»;
- Медаль «Ветеран труда»;
- Заслуженный артист РСФСР (19 апреля 1965 года) — за заслуги в области советского хореографического искусства[5];
- Благодарность Министра культуры Российской Федерации (11 ноября 2003 года) — за многолетнюю плодотворную деятельность и высокое качество подготовки кадров в области отечественного хореографического искусства, а также в связи с 75-летием со дня рождения[6].

Медали государств:
- республики Болгария,
- ЧССР,
- МНР.